# 宣宁郡王
宣宁郡王，中国古代郡王称号之一。

## 元朝
为诸王第六等封号，为银印龟纽王。
- 铁木儿不花，知枢密院事，至大四年（1311年）封。
- 乃马台，甘肃行省平章政事，至顺元年（1330年）封。

## 明朝
- 宣宁靖庄王朱逊炓，代王朱桂、庶七子，1437年—1470年
- 宣宁和僖王朱仕𡑤，朱逊炓、嫡一子，1472年—1491年
- 宣宁恭安王朱成钴，朱仕𡑤、嫡一子，1497年—1497年
- 宣宁康靖王朱聪𤅊，朱成钴、庶一子，1521年—1528年
- 宣宁昭荣王朱俊相，朱聪𤅊、嫡一子，1536年—1571年
- 宣宁温简王朱充灿，朱俊相、嫡一子，1580年—1590年